# Tomáš Chvála
Tomáš Chvála (* 17. října 1984 Praha) je český filmový publicista, novinář, spisovatel a scenárista. Byl filmovým recenzentem řady internetových a tištěných časopisů (Filmweb.cz, Filmpub.cz, Blokbuster, DVD Movie a mnohé další), momentálně[kdy?] se živí jako scenárista a dramaturg. Také je autorem knižní série Já, JůTuber.

## Filmografie
- Farma Česko 2025 (texty komentátora, 2025)
- Starhouse (scénář, texty umělé inteligence, 2025)
- Buldok z Poděbrad (scénář, 2025)
- Love Island Česko-Slovensko 4 (texty komentátora, 2024)
- Big Brother Česko-Slovensko 2023 (texty komentátorky a Big Brothera)
- Love Island Česko-Slovensko 3 (texty komentátora, 2023)
- Dvojka na zabití 2 (scénář, 2023)
- Love Island Česko-Slovensko 2 (texty komentátora, 2022)
- Táta v nesnázích (Script Doctoring epizod 1-8, 2022)
- Kritika budoucnosti (dramaturgie, 2021)
- Love Island Česko-Slovensko (texty komentátora, 2021)
- Dvojka na zabití (scénář, 2021)
- Láska v čase korony (scénář, 2020)[1]
- Poldové a nemluvně (scénář, 2020)
- Jetelín (scénář, 2016)
- Člověk kancelářský (scénář, 2016)
- 10 největších tajemství a záhad (scénář, 2016)
- 10 skvostů architektury (scénář, 2016)
- Aliho parťáci (režie, scénář, 2015–2016)
- Kinobox (režie, scénář, 2003–2004)